# Kylian Kaïboué
Kylian Kaïboué (Firminy, 20 agosto 1998) è un calciatore francese, difensore o centrocampista dell'Amiens.

## Biografia
Ha origini algerine.

## Caratteristiche tecniche
Può giocare come mediano, difensore centrale o terzino destro.

## Carriera
Kaïboué è cresciuto nel settore giovanile del Montpellier, ed il 3 maggio 2018 ha firmato il suo primo contratto professionistico. In procinto a passare in prima squadra, nel novembre 2019 ha riportato la rottura del legamento crociato anteriore terminando in anticipo la stagione.
Nel settembre 2020 è stato ceduto in prestito al Sète, dove ha giocato una buona stagione da terzino destro titolare, realizzando anche il suo primo gol contro il Red Star il 9 marzo 2021.
Rimasto svincolato, l'11 giugno 2021 ha firmato un triennale con il Bastia. Ha debuttato in Ligue 2 il 24 luglio nell'incontro casalingo pareggiato 1-1 contro il Nîmes. Nell'estate del 2023 ha firmato un contratto triennale con l'Amiens.

## Statistiche
aggiornato al 26 febbraio 2024
| Stagione        | Squadra         | Campionato      | Campionato | Campionato | Coppe nazionali | Coppe nazionali | Coppe nazionali | Coppe continentali | Coppe continentali | Coppe continentali | Altre coppe | Altre coppe | Altre coppe | Totale | Totale | Totale |
| Stagione        | Squadra         | Comp            | Pres       | Reti       | Comp            | Pres            | Reti            | Comp               | Pres               | Reti               | Comp        | Pres        | Reti        | Pres   | Reti   |        |
| --------------- | --------------- | --------------- | ---------- | ---------- | --------------- | --------------- | --------------- | ------------------ | ------------------ | ------------------ | ----------- | ----------- | ----------- | ------ | ------ | ------ |
| 2015-2016       | Montpellier 2   | N3              | 3          | 0          |                 | -               | -               |                    | -                  | -                  |             | -           | -           | 3      | 0      |        |
| 2016-2017       | Montpellier 2   | N3              | 18         | 2          |                 | -               | -               |                    | -                  | -                  |             | -           | -           | 18     | 2      |        |
| 2017-2018       | Montpellier 2   | N3              | 23         | 3          |                 | -               | -               |                    | -                  | -                  |             | -           | -           | 23     | 3      |        |
| 2018-2019       | Montpellier 2   | N3              | 17         | 2          |                 | -               | -               |                    | -                  | -                  |             | -           | -           | 17     | 2      |        |
| 2019-2020       | Montpellier 2   | N2              | 8          | 3          |                 | -               | -               |                    | -                  | -                  |             | -           | -           | 8      | 3      |        |
| 2020-2021       | Sète            | N1              | 27         | 1          | CF              | 0               | 0               |                    | -                  | -                  |             | -           | -           | 27     | 1      |        |
| 2021-2022       | Bastia          | L2              | 30         | 1          | CF              | 3               | 0               |                    | -                  | -                  |             | -           | -           | 33     | 1      |        |
| 2022-2023       | Bastia          | L2              | 31         | 2          | CF              | 3               | 0               |                    | -                  | -                  |             | -           | -           | 34     | 2      |        |
| 2023-2024       | Amiens          | L2              | 23         | 0          | CF              | 1               | 0               |                    | -                  | -                  |             | -           | -           | 24     | 0      |        |
| Totale carriera | Totale carriera | Totale carriera | 180        | 14         |                 | 7               | 0               |                    | -                  | -                  |             | -           | -           | 187    | 14     |        |

## Palmarès

### Competizioni nazionali
- Championnat National 3: 1

Montpellier 2: 2018-2019